# Michael Baxandall
Michael David Kighley Baxandall (Cardiff, 18 de agosto de 1933 - 12 de agosto de 2008) fue un historiador del arte británico. Finalmente profesor emérito de Historia del Arte en la Universidad de California, Berkeley, enseñó en el Warburg Institute de la Universidad de Londres, y trabajó como conservador en el Victoria and Albert Museum.

## Biografía
Estudió en Downing College, Cambridge. En 1955 partió para el continente, pasando un año en la Universidad de Pavía (1955-56), y luego enseñó en la Escuela Internacional de Sankt Gallen en Suiza (1956-57); finalmente, fue a Múnich para escuchar a Hans Sedlmayr, y trabajó con Ludwig Heydenreich en el Instituto Superior de Historia del Arte de esa ciudad.
A su regreso a Londres en 1958, comenzó una larga asociación con el Instituto Warburg, donde trabajó en la colección fotográfica. De 1959 a 1961 fue becario, trabajando en su doctorado nunca concluido, Restraint in Renaissance behaviour, bajo supervisión de Ernst Gombrich.
Desde 1961 fue ayudante del encargado del Departamento de Arquitectura y Escultura del Victoria and Albert Museum, volviendo al Warburg Institute en 1965 como profesor de Estudios del Renacimiento. Fue nombrado a una cátedra por la Universidad de Londres en 1981, que compaginó con estancias en los Estados Unidos, donde fue profesor en las universidades de Cornell y de California en Berkeley.

## Obras
- Giotto and the Orators (1971). >> Trad.: Giotto y los oradores, A. Machado, 1996.
- Painting and Experience in 15th century Italy (1972). >> Trad.: Pintura y vida cotidiana en el Renacimiento. Arte y experiencia en el Quattrocento, Gustavo Gili, 2000.
- The Limewood Sculptors of Renaissance Germany (1980)
- Patterns of Intention: On the Historical Explanation of Pictures (1985) >> Trad.: Modelos de intención: sobre la explicación histórica de los cuadros, Blume, 1989.
- Tiepolo and the Pictorial Intelligence, con Svetlana Alpers (1994)
- Words for Pictures (2003)
- Pictures for words (2004)
- Shadows and Enlightenment (2005). >> Trad.: Las sombras y el siglo de las luces, A. Machado, 1997.

- Datos: Q741130